# أوساسكو
 أوساسكو
(بالبرتغالية: Osasco) هي مدينة تقع في ولاية ساو باولو، البرازيل.

## المناخ
يظهر الجدول التالي التغييرات المناخية على مدار السنة لأوساسكو:
| البيانات المناخية لـأوساسكو       | البيانات المناخية لـأوساسكو | البيانات المناخية لـأوساسكو | البيانات المناخية لـأوساسكو | البيانات المناخية لـأوساسكو | البيانات المناخية لـأوساسكو | البيانات المناخية لـأوساسكو | البيانات المناخية لـأوساسكو | البيانات المناخية لـأوساسكو | البيانات المناخية لـأوساسكو | البيانات المناخية لـأوساسكو | البيانات المناخية لـأوساسكو | البيانات المناخية لـأوساسكو | البيانات المناخية لـأوساسكو |
| الشهر                             | يناير                       | فبراير                      | مارس                        | أبريل                       | مايو                        | يونيو                       | يوليو                       | أغسطس                       | سبتمبر                      | أكتوبر                      | نوفمبر                      | ديسمبر                      | المعدل السنوي               |
| --------------------------------- | --------------------------- | --------------------------- | --------------------------- | --------------------------- | --------------------------- | --------------------------- | --------------------------- | --------------------------- | --------------------------- | --------------------------- | --------------------------- | --------------------------- | --------------------------- |
| الدرجة القصوى °م (°ف)             | 34.2 (93.6)                 | 34.6 (94.3)                 | 33.6 (92.5)                 | 31.3 (88.3)                 | 29.8 (85.6)                 | 28.9 (84.0)                 | 29.3 (84.7)                 | 33 (91)                     | 37.4 (99.3)                 | 34.4 (93.9)                 | 35.2 (95.4)                 | 35.7 (96.3)                 | 37.4 (99.3)                 |
| متوسط درجة الحرارة الكبرى °م (°ف) | 27.4 (81.3)                 | 28 (82)                     | 27.3 (81.1)                 | 25.1 (77.2)                 | 23 (73)                     | 21.7 (71.1)                 | 21.8 (71.2)                 | 23.3 (73.9)                 | 23.9 (75.0)                 | 24.7 (76.5)                 | 25.9 (78.6)                 | 26.3 (79.3)                 | 24.5 (76.1)                 |
| المتوسط اليومي °م (°ف)            | 22.2 (72.0)                 | 22.4 (72.3)                 | 21.7 (71.1)                 | 19.8 (67.6)                 | 17.6 (63.7)                 | 16.4 (61.5)                 | 15.8 (60.4)                 | 17.1 (62.8)                 | 17.8 (64.0)                 | 19 (66)                     | 20.3 (68.5)                 | 21.2 (70.2)                 | 18.5 (65.3)                 |
| متوسط درجة الحرارة الصغرى °م (°ف) | 18.7 (65.7)                 | 18.8 (65.8)                 | 18.2 (64.8)                 | 16.3 (61.3)                 | 13.9 (57.0)                 | 12.3 (54.1)                 | 11.7 (53.1)                 | 12.8 (55.0)                 | 13.9 (57.0)                 | 15.3 (59.5)                 | 16.5 (61.7)                 | 17.8 (64.0)                 | 14.5 (58.1)                 |
| أدنى درجة حرارة °م (°ف)           | 10.2 (50.4)                 | 11.2 (52.2)                 | 10.9 (51.6)                 | 6 (43)                      | 5.2 (41.4)                  | 0.9 (33.6)                  | 0.2 (32.4)                  | −2.2 (28.0)                 | 2.1 (35.8)                  | 4.2 (39.6)                  | 6.9 (44.4)                  | 7.3 (45.1)                  | −2.2 (28.0)                 |
| الهطول سم (إنش)                   | 24 (9.4)                    | 25 (9.8)                    | 16 (6.3)                    | 8 (3.1)                     | 7 (2.8)                     | 6 (2.4)                     | 4 (1.6)                     | 3 (1.2)                     | 7 (2.8)                     | 13 (5.1)                    | 14 (5.5)                    | 19 (7.5)                    | 146 (57)                    |
| المصدر: INMET – Clima             |                             |                             |                             |                             |                             |                             |                             |                             |                             |                             |                             |                             |                             |

## توأمة
لأوساسكو اتفاقيات توأمة مع كل من:
- أوساسكو (بيمنتة) منذ (1993 - )[9]
- شوزهو (11 مايو 1999 - )[9]
- غيومري (4 يوليو 2006 - )[9]
- تسو (1976 - )[9]
- Viana, Luanda [الإنجليزية]‏ منذ (1992 - )[9]
- جينينغ (2010 - )[10]

## أعلام
- إيدرسون مورايس
- رودريغو غوس
- كرستياني روزييرا
- ألكسندر دا سيلفا
- إديو مانغا